# دائرة عين البيضاء حريش
دائرة عين البيضاء احريش أو دائرة عين البيضاء حريش، إحدى دوائر  ولاية ميلة الجزائرية . عاصمتها بلدية بلدية عين البيضاء حريش.

## بلديات دائرة عين البيضاء أحريش
تتكون دائرة عين البيضاء أحريش من بلديتان و هما :
- عين البيضاء حريش
- العياضي برباس

## جغرافيا دائرة عين البيضاء أحريش
تقع بلدية عين البيضاء احريش شمال غرب ولاية ميلة يحدها من الشمال بلدية تسدان حدادة ومن الجنوب بلدية دراحي بوصلاح ومن الغرب بلدية العياضي برباس وولاية سطيف ومن الشرق بلدية فرجيوة ، وانبثقت من خلال التقسيم الإداري عام 1984 ،وتعد بلدية عين البيضاء احريش إحدى دواوير ج:دوار . بلدية فرجيوة المختلطة سابقا ، وتسمى بـ : رأس فرجيوة ، مركز البلدية هو عين البيضاء احريش<القرية> وتتكون من خمس تجمعات رئيسية هي عين البيضاء احريش - مركز ، السداري ، الربع ، السواقي ، أولاد عاشور . إضافة إلى تجمعات فرعية أخرى .
وتعد عين البيضاء احريش دائرة منذ التقسيم الإداري عام 1991 وتتكون دائرة عين البيضاء احريش من بلديتين لا غير ، هما: عين البيضاء احريش ، العياضي برباس .
عددسكانها حوالي 21الف نسمة